# Loi de l'instrument
 (juin 2021).
Le contenu est difficilement compréhensible vu les erreurs de traduction, qui sont peut-être dues à l'utilisation d'un logiciel de traduction automatique.
La loi de l'instrument, loi du marteau, marteau de Maslow ou marteau d'or est un biais cognitif qui implique une confiance excessive accordée à un outil. Comme le formule Abraham Maslow en 1966, « J'imagine qu'il est tentant, si le seul outil dont vous disposiez est un marteau, de tout considérer comme un clou. »
Le concept est attribué à la fois à Abraham Maslow et Abraham Kaplan (en),, bien que rien ne certifie qu'ils en soient les auteurs originaux.
Sharlyn Lauby a tiré de cette loi la conclusion suivante : « Nous devons choisir avec soin les outils avec lesquels nous travaillons ». Certains outils sont adaptables, tandis que d'autres devraient être employés « uniquement pour leur usage prévu ».

## Histoire
L'expression anglaise « tournevis de Birmingham » (Birmingham screwdriver) désigne un marteau et fait référence à l'habitude d'utiliser un outil unique à toutes fins. Cette expression a précédé Kaplan et Maslow d'au moins un siècle.
En 1868, un journal hebdomadaire londonien, Once A Week, contenait cette observation : « Donnez un marteau et un ciseau à bois à un garçon, montrez-lui comment les utiliser, il commencera immédiatement à modifier les montants de portes, à enlever les stores vénitiens et les croisillons de fenêtres, jusqu'à ce que vous lui enseigniez un meilleur usage et comment rester dans les usages prévus ».

## Abraham Kaplan
Le premier à repérer le phénomène fut Abraham Kaplan en 1964 : « J'appelle ça la loi de l'instrument et je la formule ainsi : Donnez un marteau à un jeune garçon, et il trouvera que tout a besoin d'être martelé ».
En février 1962, Abraham Kaplan, alors professeur de philosophie, prononça un discours lors de la conférence American Educational Research Association (en) tenue à UCLA. Un article paru en juin 1962 dans le Journal of Medical Education commença par « le point crucial de cette réunion de 3 jours […] a été atteint quand Kaplan a commenté le choix de la méthode de recherche. Il a exhorté les scientifiques à faire preuve de discernement dans le choix des méthodes appropriées pour leurs recherches. Parce que certaines méthodes s'avèrent pratiques, ou qu'une personne donnée a été formée pour utiliser une méthode spécifique, rien ne garantit que la méthode est appropriée pour tous les problèmes ». L'article cite alors la loi de l'instrument de Kaplan.
En 1964, dans The Conduct of Inquiry: Methodology for Behavioral Science, Kaplan mentionna une nouvelle fois la loi de l'instrument en indiquant qu'« Il n'est pas surprenant de découvrir qu'un scientifique formule les problèmes de manière que sa solution recoure aux techniques dans lesquelles il est qualifié ». En 1964, dans un article pour The Library Quarterly (en), Kaplan cita une fois encore sa loi en ajoutant « Nous avons tendance à formuler les problèmes de façon que nos connaissances ou matériaux à notre disposition soient le plus adaptés à les résoudre. »

## Tomkins and Colby
Dans une compilation d'essais de 1963, Computer Simulation of Personality: Frontier of Psychological Theory, Silvan Tomkins (en) écrivit : « Il y a une tendance à adapter le travail à l'outil et non l'outil au travail ». Il développa : « Si on a un marteau, on a tendance à chercher des clous. Si on a un ordinateur avec une capacité de stockage mais sans sentiment particulier à son égard, on est plus susceptible de se souvenir des problèmes et de les résoudre que d'aimer et d'haïr cet ordinateur ». Dans le même livre, Kenneth Mark Colby (en) cita explicitement cette loi en écrivant « La première loi de l'instrument est que si vous donnez un marteau à un jeune garçon, il trouvera que tout a besoin d'être martelé. Le programme d'un ordinateur peut être notre marteau, mais il doit être essayé. On ne peut pas décider de façon purement intellectuelle si l'ordinateur a une valeur ou non. »

## Abraham Maslow
Le marteau de Maslow, communément cité avec « si tout ce que vous avez est un marteau, tout ressemble à un clou » et ses variantes, est tiré de la publication The Psychology of Science, publiée en 1966. Abraham Maslow y écrit « Je me souviens avoir vu une machine à laver pour voiture élaborée et compliquée qui faisait un super boulot. Toutefois, elle ne lavait que les voitures. Peu importe ce qui y était mis, la machine lavait tout comme une voiture. Je suppose qu'il est tentant, si le seul outil dont vous disposez est un marteau, de tout traiter comme s'il s'agissait d'un clou »,.

## Robert Kagan
Dans son livre publié en 2003, Of Paradise and Power, l'historien Robert Kagan suggère un corollaire à la loi « Quand vous n'avez pas de marteau, rien ne ressemble à un clou ». Selon Kagan, le corollaire explique la différence de points de vue sur l'utilisation de la force militaire que les États-Unis et l'Europe ont tenus depuis la fin de la Seconde Guerre mondiale.

## Lee Loevinger
En 1967, Lee Loevinger (en) de la Federal Communications Commission a nommé la loi Loevinger's law of irresistible use, et l'a appliquée au gouvernement « L'analogie de la science politique est que s'il existe une agence gouvernementale, cela prouve que quelque chose doit être réglementé ».
En 1984, l'investisseur Warren Buffett critique les études académiques des marchés financiers par des approches mathématiques non adaptées « Ce n'est pas que les études soient utiles. C'est simplement que les données sont là et que les académiciens ont travaillé durement pour acquérir les compétences pour les manipuler. Une fois acquises, il serait dommage de ne pas les utiliser, même s'il n'y a pas d'usage ou que l'usage se révèle négatif. Comme dirait un ami, un homme avec un marteau traite tout comme un clou ».

## Cas connus

### Médecine
La loi de l'instrument a été observée dans les prescriptions médicamenteuses de neuroleptiques. À l'époque de Maslow, la trifluopérazine et la chlorpromazine étaient les seuls antipsychotiques disponibles. De ce fait, les autres maladies mentales étaient traitées comme des psychoses.[citation nécessaire]

### Informatique
La notion de marteau d'or comme étant « une technologie ou un concept familier appliqué de façon excessive à la plupart des problèmes logiciels » est introduite dans la littérature en 1998 comme un antipattern.
Le développeur José M. Gilgado a écrit que cette loi est révélatrice du XXIe siècle et hautement applicable au développement informatique. Souvent, les développeurs qu'il a observés « ont tendance à utiliser les outils qu'ils connaissent sur un nouveau projet complètement différent où les contraintes sont différentes ». Il évoque pour cela « la zone de confort où on ne change rien pour éviter tout risque. Le problème en utilisant les mêmes outils tout le temps est que vous ne pouvez faire de choix car vous n'avez rien à comparer et ainsi vous limitez vos connaissances ».
La solution est de « regarder le meilleur choix possible, même si vous n'êtes pas familier avec ». Cela impose d'utiliser des langages de programmation inconnus ou non maîtrisés.
Il note que le logiciel RubyMotion (en) permet aux développeurs d'encapsuler des langages inconnus dans un langage familier, sans avoir besoin ainsi de les apprendre. Gilgado n'approuve pas ce genre d'approche car il va habituer les développeurs à éviter d'apprendre de nouveaux outils.

### Enseignement
Un observateur déclare en 2016 que la loi de l'instrument peut être « la loi la moins discutée, en ce qui concerne l'enseignement », mais est « la plus importante sur laquelle attirer l'attention dans l'enseignement ». Il demande alors « Combien de fois avez-vous lu : cet outil va tout révolutionner dans l'enseignement ? Nous savons qu'il n'en sera rien, mais la plupart du temps, la personne parlant de cette révolution en est vraiment convaincue. ». Certains éducateurs disent ainsi « enseignons à coder à tous les enfants ».

## Concepts associés
Une autre forme d'instrumentalisme inclut la déformation professionnelle et la théorie de la capture, la tendance pour les organes de régulations, de réglementer en accordant plus d'importance au point de vue de la profession qu'ils réglementent.